# Jerry Linenger
Jerry Michael Linenger (Eastpointe, 16 de janeiro de 1955) é um médico e ex-astronauta norte-americano.
Formado em medicina, biociência, epidemiologia e filosofia, graduou-se na Academia Naval dos Estados Unidos, fez residência médica num hospital naval de San Diego, na Califórnia e curso de medicina aeroespacial em Pensacola, na Flórida. Serviu depois como cirurgião naval de voo nas Filipinas e foi designado conselheiro médico no comando da frota norte-americana no Pacífico, novamente em San Diego.

## NASA
Em 1992, fez parte da turma de astronautas selecionada pela NASA no Centro Espacial Lyndon B. Johnson, em Houston, no Texas. Sua primeira missão espacial foi em setembro de 1994 na STS-64 Discovery, missão de dez dias com propósitos científicos que incluiu pela primeira vez o uso do laser nas pesquisas do ambiente sem gravidade.
Após esta missão, Linenger foi para a Cidade das Estrelas, na Rússia, realizar treinamentos preparatórios para uma missão de longa duração no espaço, a bordo da estação orbital Mir, parte do programa Shuttle-Mir, levado a cabo conjuntamente pelas agências espaciais dos dois países. O curso todo feito em russo e consistiu no aprendizado de todos os sistemas operacionais da estação Mir, treino em simulador, operações de lançamento e reentrada na nave espacial Soyuz e caminhadas espaciais em tanques de água usando o traje espacial russo Orlan.
Ele também treinou como cientista-chefe para conduzir todo o programa científico americano a bordo, que consistia de mais de cem experiências em várias disciplinas, entre elas medicina geral, monitoramento do sono, dosagem de radiação, mudanças no desempenho individual durante longos voos espaciais, epidemiologia, ciência espacial, fotografias da Terra, geologia, oceanografia e comportamento de fluidos na microgravidade, entre outros.

## Mir
Linenger foi lançado para sua segunda e mais longa missão espacial em 12 de janeiro de 1997, na nave Atlantis STS-81, que acoplou em órbita com a Mir e onde ele permaneceu com dois cosmonautas russos também integrantes da expedição por 132 dias, então a mais longa permanência no espaço de um astronauta norte-americano do sexo masculino até então. (Shannon Lucid havia ficado 188 dias em missão anterior.)

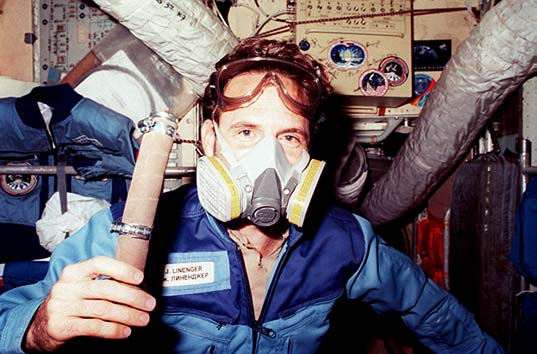
Linenger usando uma máscara de respiração após o incêndio a bordo da Mir.

Durante sua estadia, Linenger e seu colega russo testaram pela primeira o traje espacial Orlan, de fabricação russa, em atividades extraveiculares de cinco horas de duração, além de instalarem e recolherem experimentos científicos colocados em painéis na estrutura externa da estação. Os três membros da tripulação também fizeram um voo em volta da Mir usando a nave Soyuz de resgate de emergência, acoplada permanente num dos pontos de atracação, o que o transformou no primeiro astronauta a desatracar de uma estação espacial em duas naves diferentes, a Soyuz e o ônibus espacial.
Durante a missão, Linenger e os tripulantes russos  encontraram diversas dificuldades a bordo, a pior delas um incêndio que teve início num aparelho gerador de oxigênio, vazamento de dióxido de carbono, problemas nas antenas de comunicação, perda de força na estação - o que causou uma perda de altitude na órbita da Mir - e uma quase colisão com um nave-cargueiro não-tripulada Progress. Porém, apesar dos desafios e mau funcionamento, a tripulação completou todos os objetivos. Seu comportamento durante as situações de emergência ocorridas na missão, entretanto, geraram diversas polêmicas e levou o escritor Brian Burroughs a escrever o livro Dragonfly: NASA and the Crisis Aboard Mir, em que critica determinadas atitudes dele face às situações de perigo.
Ao completar sua estadia de quase cinco meses, Linenger havia viajado cerca de 50 milhões de milhas no espaço (75 milhões de km, 110 viagens de ida e volta à Lua) e realizado mais de 2 mil órbitas em volta da Terra. Ele se aposentou da NASA em janeiro de 1998 e vive hoje com a família no seu estado natal de Michigan.